# Johnny Castaway
Johnny Castaway (Джонни-робинзон) — скринсейвер, выпущенный в 1993 году компаниями Sierra On-Line/Dynamix, и продававшийся под брендом Screen Antics как "первый в мире скринсейвер, рассказывающий историю".
Скринсейвер изображает человека, Джонни-робинзона, оказавшегося на очень маленьком острове с единственной пальмой. Показывается история, которая постепенно раскрывается с течением времени. Для вникания в суть может потребоваться много дней. Всё это время Джонни рыбачит, строит песчаные замки и регулярно совершает пробежки, другие события происходят менее часто, такие как русалка или лилипутские пираты, заплывающие на остров, или чайка, крадущая его штаны, пока Джонни купается. Так же, как и герои Острова Гиллигана, Джонни неоднократно близок к спасению, но в конечном итоге всё же остаётся на острове ввиду различных неудачных происшествий.
"Johnny Castaway" включает в себя "пасхальные яйца", посвящённые нескольким американским праздникам, таким как Хэллоуин, Рождество и День независимости. Во время этих праздников сцены демонстрируются как обычно за исключением отдельных деталей, представляющих этот праздник или событие. Например, во время последней недели года на пальме висит баннер "С Новым Годом"; на Хэллоуин на песке стоит тыквенная лампа. Можно добиться от скринсейвера показа этих дополнений, подстраивая часы компьютера в соответствие с датой нужного события.
Скринсейвер Johnny Castaway распространялся на 3½-дюймовой дискете и требовал для запуска компьютер с 386SX процессором и операционной системой Windows 3.1. Сейчас он широко доступен в интернете, но, поскольку он основан на устаревших 16-битных программных компонентах, он будет работать только на 32-битных версиях операционной системы Microsoft Windows, которые до сих пор поддерживают 16-битные приложения, хотя и существуют обходные пути для запуска скринсейвера на 64-битной версии Windows, Mac OS X и Linux.
Дизайн персонажа был выполнен Шоном Бёрдом, когда он работал на Dynamix. Программа была разработана в Jeff Tunnell Productions, компании, названной по имени основателя Dynamix. По словам Кена Уильямса, скринсейвер был одним из нескольких продуктов Dynamix, создание которых стоило очень мало, но которые были очень выгодные, такие как The Incredible Machine и Hoyle Card Games, также опубликованные Sierra.

## Признание
Computer Gaming World назвал Johnny Castaway "большим стартом" для серии Screen Antics, заключив, что "Поклонники комиксов в стиле Johnny Hart и любители зрелищных гэгов по всему миру должны полюбить его".

## Внешние ссылки
- Домашняя страница Johnny Castaway
- Johnny Castaway - Screensavers Planet